# Golden (Colorado)
Golden es una ciudad ubicada en el condado de Jefferson en el estado estadounidense de Colorado. En el año 2020 tenía una población de 20 399 habitantes y una densidad poblacional de 817 personas por km².

## Geografía
Golden se encuentra ubicado en las coordenadas 39°44′49″N 105°12′39″O / 39.74694, -105.21083.

## Demografía
Según la Oficina del Censo en 2000 los ingresos medios por hogar en la localidad eran de $49 115, y los ingresos medios por familia eran $67 414. Los hombres tenían unos ingresos medios de $41 822 frente a los $32 413 para las mujeres. La renta per cápita para la localidad era de $25 257. Alrededor del 11,3% de la población estaba por debajo del umbral de pobreza.